# Utonagan
Utonagan é uma raça de cão que assemelha a um lobo, mas é uma raça resultante dos cruzamentos entre as raças Malamute do Alasca, Pastor Alemão e Husky Siberiano.

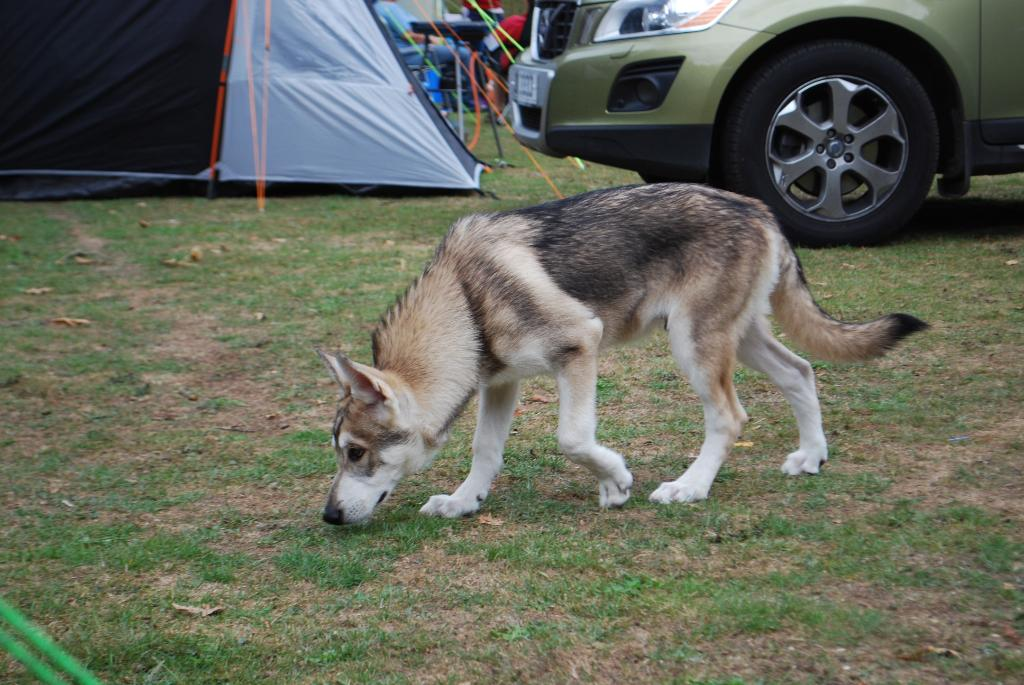

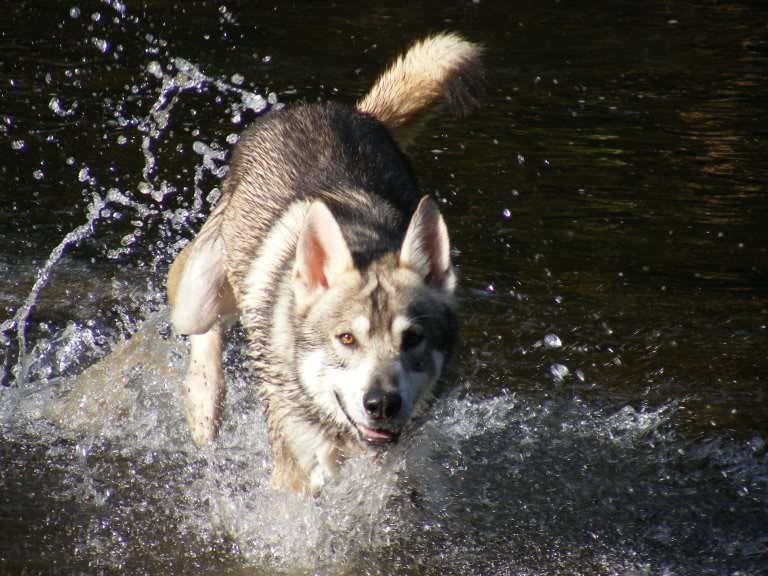

## História
Os cães Utonagan e Inuit do Norte foram criados a partir de 5 cães de origem desconhecida importados para o Reino Unido da América em 1987. Husky Siberiano, Malamute do Alasca e Pastor Alemão foram cruzados com esses. Os cães originais foram criadas por Edwina Harrison, que anunciou-os como híbrido de cão-lobo. Buck, o pai fundador, parecia um Malamute do Alasca. Seus mais filhotes foram valorizados para a nova reprodução.
O Utonagan e o Inuit do Norte originalmente vieram do mesmo ancestral, mas a Sociedade Utonagan desenvolveu sua linha diferente do Inuit. Eles agora são consideradas duas raças distintas.
O nome Utonagan foi encontrado em um livro de mitologia nativa americana por um dos criadores originais, Lyn Barraclough. Foi então sugerido por Brian Jenkins, seu parceiro, como o nome da raça. 
Ele é originalmente de um conto de Chinook, onde Ut!Ô'naqan é interpretado como "Espírito do Lobo".

## Aparência
O Utonagan é de tamanho médio e bem musculoso, com um corpo bem esbelto que parece com um lobo. A raça tem uma espessa camada dupla de pelos que aparece bastante diferentes no inverno e no verão. O pelo é ligeiramente reto. A pelagem pode ser cinza-prata, creme, marrom ou com uma capa preta e um focinho característico de um lobo. Ele também tem pelagem toda de branco, com manchas pretas, marrons ou cinzentas.

## Temperamento
O Utonagan é um cão com um temperamento excelente, o que por sua vez, contribui como um cão companheiro da família. Eles adoram a companhia de pessoas e se dão muito bem com gatos e cães menores.

## Cuidados
O Utonagan anseia companheirismo e atenção. Em alguns casos, eles podem desenvolver comportamentos destrutivos se deixados sozinhos por longos períodos de tempo.
Ao contrário de alguns de seus antepassados, Utonagans gostam de ser treinados e eles são excepcionalmente aprendizes rápidos, sempre ansiosos para agradar a seus donos.
A pelagem de Utonagan é muito fácil de limpar e requer apenas uma escova mais ou menos duas vezes por semana. No entanto, quando o cão está na fase de troca de pelos, a sua pelagem vai exigir mais atenção.

## Saúde
Alguns tem pelos grossos que mantê-los aquecidos em ambientes frios, mas eles têm grande dificuldade de refrescar no verão. Isso se torna um problema na hora de passear com o cão durante o tempo quente, por isso os proprietários devem ter cuidado para não exercitar demais o cão e para manter a água sempre disponível.
Utonagan podem viver entre 10 a 15 anos de idade. Geralmente o Utonagan é um cão ativo ágil e saudável, eles não devem ser excessivamente exercitados até seus ossos estiverem completamente maduros.